# Craig (Alaska)
Craig is een plaats (city) in de Amerikaanse staat Alaska, en valt bestuurlijk gezien onder Prince of Wales-Outer Ketchikan Census Area.

## Demografie
Bij de volkstelling in 2000 werd het aantal inwoners vastgesteld op 1397.
In 2006 is het aantal inwoners door het United States Census Bureau geschat op 1209, een daling van 188 (-13.5%).

## Geografie
Volgens het United States Census Bureau beslaat de plaats een oppervlakte van
24,3 km², waarvan 17,3 km² land en 7,0 km² water.

## Plaatsen in de nabije omgeving
De onderstaande figuur toont nabijgelegen plaatsen in een straal van 48 km rond Craig.